# Диадемовый украшенный лори
Диадемовый украшенный лори (лат. Vini diadema) — возможно вымерший либо чрезвычайно редкий вид попугаеобразных. Эндемик Новой Каледонии.

## Описание
Длина 18—19 см, 7—8 из которых составляет хвост. Об окраске и отличительных особенностях самцов науке ничего не известно. Какие звуки издают новокаледонские лори также неясно, хотя есть ряд предположений, основанных на поведении родственных видов.

## Статус
Птица описана по двум тушкам, причем обе принадлежат самкам. Одна из этих тушек затем исчезла. Они были добыты в некоторый момент времени до 1860 года. Переоткрытие в 1999 году вида Aegotheles savesi, который 119 лет был известен по единственной тушке самца, внушает надежду на то, что новокаледонских лори еще удастся обнаружить в дикой природе.
В XX веке поступали сообщения о наблюдениях птицы, но они не могли быть подтверждены. Целенаправленные же поисковые экспедиции возвращались без результата, несмотря даже на то, что коллекционеры обещали вознаграждение за живого или мертвого новокаледонского лори.
Считается, что снижению численности вида могло способствовать появление на острове кошек и крыс. Между тем, малая крыса, завезенная на Новую Каледонию еще в доисторические времена, не привела к вымиранию попугаев.
МСОП присвоил новокаледонскому лори охранный статус «Находящиеся на грани полного исчезновения» (CR).